# 韦匡伯
韦匡伯（574年—617年6月6日），字辟邪，京兆郡杜陵县（今陕西省西安市长安区）人，出自京兆韦氏郧公房，隋朝官员。

## 墓志
郑故大将军舒懿公之墓志铭

君讳匡伯，京兆杜陵人，帝高阳之苗裔也。在殷作伯，开命氏之源；居汉为相，见光家之美。自兹绵历，克峻前基，并详
诸篆素，无待称矣。曾祖旭，司空文惠公；祖孝宽，太傅郧襄公；父总，柱国、京兆尹、河南贞公。并位尊望重，国贞朝干。君膺庆上灵，幼而岐疑。因心孝友，秉性温恭；容众爱仁，轻财重义。年十二，封黄瓜县开国公，袭祖封郧国公，食邑万户。公之母弟尚丰宁公主，女弟为元徳太子妃。而公高门鼎盛，台辅继踵。有隋之贵 一宗而已。大业七年，陪麾辽左，授朝散大夫，俄迁尚衣奉御，侍从乘舆，密勿帷扆。十二年，从幸江都。十三年四月廿七日遘疾，薨于江都行在所，春秋卌有四。自皇郑膺籙，历选徳门，作配储后，聘公长女为皇太子妃，乃下诏曰: “公门著嘉庸，夙参荣列，不幸殂没，奄移岁序。言念〇贤，宜加宠锡，可赠大将军，谥曰懿公，礼也。”于时巩洛〇〇，崤函尚阻，乡关迢递，日月有期，以开明二年七月廿〇日，权殡于洛阳县凤台乡谷阳里。陵谷非固，盛德宜传。因兹镌勒，以贻永久。其词曰：

台阶丽象，山岳降灵。人膺天秩，世著英声。家风不坠，令德挺生。学该入室，礼备过庭。

优游戚里，出入承明。三江迢递，万里徂征。素车俄返，丹旐空萦。崩松永叹，埋玉伤情。

松风暮起，薤露晨零。勒兹翠石，用纪鸿名。

## 家庭

### 曾祖
- 韦旭，北魏司空、文惠公[1]

### 祖父
- 韦孝宽，北周太傅、郧襄公[1]

### 父亲
- 韦总，北周柱国、京兆尹、河南贞公[1]

### 子女
- 韦思言
- 韦思齐，唐朝尚書右丞、司稼正卿
- 韦思仁，尚衣奉御
- 韦氏，长女，嫁王世充太子王玄应
- 韦尼子，次女，武德四年（621年）入秦王府，后为唐太宗昭容
- 韦檀特，嫁隋尚书左丞国子祭酒弘农杨汪第五子幽州范阳县令杨政本